# Сельское поселение Новый Кувак
Сельское поселение Новый Кувак — упразднённое муниципальное образование в Шенталинском районе Самарской области.
Административный центр — село Новый Кувак.

## История
Законом Самарской области от 30 апреля 2015 года № 38-ГД, сельские поселения Каменка и Новый Кувак преобразованы, путём их объединения, в сельское поселение Каменка с административным центром в селе Каменка.

## Административное устройство
В состав сельского поселения Новый Кувак входили:
- село Новый Кувак,
- посёлок Светлый Ключ.